# Plounévez-Moëdec
Plounévez-Moëdec är en kommun i departementet Côtes-d'Armor i regionen Bretagne i nordvästra Frankrike. Kommunen ligger i kantonen Plouaret som tillhör arrondissementet Lannion. År 2022 hade Plounévez-Moëdec 1 473 invånare.

## Befolkningsutveckling
Antalet invånare i kommunen Plounévez-Moëdec
Referens:INSEE